# كأس أوروبا لكرة السلة
كأس أوروبا لكرة السلة (بالإنجليزية: EuroCup Basketball)‏ هي مسابقة كرة سلة سنوية تتنافس فيها أندية قارة أوروبا للرجال. تأسست في 7 يوليو 2002. يلعب فيها 20 فريقا. يعتبر فالنسيا باسكت هو الأكثر فوزا بها وذلك برصيد 3 بطولات.

## وصلات خارجية
- الموقع الرسمي